# Флаг сельского поселения Саранпауль
Флаг сельского поселения Саранпа́уль Берёзовского района Ханты-Мансийского автономного округа — Югры Российской Федерации.
Флаг утверждён 24 декабря 2010 года и внесён в Государственный геральдический регистр Российской Федерации с присвоением регистрационного номера 6547.
Флаг является официальным символом сельского поселения Саранпауль и отражает исторические, культурные, национальные и иные местные традиции и особенности.

## Описание флага
«Прямоугольное полотнище зелёного цвета с отношением ширины к длине 2:3, несущее вдоль верхнего края зубчатую полосу площадью в 1/3 полотнища с изображением белой горы о двух вершинах на голубом фоне; в середине зелёной части полотнища — стилизованное изображение оленя, выполненное жёлтыми и оранжевыми цветами».

## Символика флага
Символика флага сельского поселения Саранпауль раскрывает его экономические, географические и социальные особенности.
Белые (серебряные) горы — символическое отображение гор Приполярного Урала. Горы символизируют уверенность, устойчивость, неизменность, нерушимость. Белый цвет (серебро) — символ чистоты, ясности, открытости, божественной мудрости, примирения.
Жёлтый (золотой) олень — символизирует основное занятие местного населения — оленеводство. Олень, изображённый в виде фигурки-тотема, олицетворяет древнюю культуру народов проживающих в поселении. Золотой олень является символом благополучия, достоинства, достатка. Жёлтый цвет (золото) — символ высшей ценности, величия, великодушия, богатства, урожая. На флаге олень стилизован, имеет вид свойственный талисманам (оберегам) коренных народов севера Ханты-Мансийского автономного округа, символизируя национальные особенности жителей Саранпауля.
Голубой цвет (лазурь) — символ реки Ляпин (Хулга), на берегу которой вырос посёлок (первые поселения — с 1842 года), а также символ красивого, чистого северного неба. Голубой цвет (лазурь) — символ возвышенных устремлений, искренности, преданности, возрождения.
Зелень, заканчивающаяся верхушками елей, символизирует красивую природу сельского поселения. Зелёный цвет символизирует весну, здоровье, природу, надежду, возрождение.